# No Damage
『No Damage』（ノー・ダメージ）は、佐野元春のベスト・アルバムのタイトル。

## 概要
このアルバムは佐野にとって初となるベスト・アルバム『No Damage (14のありふれたチャイム達)』（ノー・ダメージ 14のありふれたチャイムたち、1983年4月21日発売）と、『No Damage II (GREATEST HITS 84-92)』（ノー・ダメージ ツー グレイテスト・ヒッツ 84-92、1992年12月9日発売）の2作品がある。
また、『No Damage (14のありふれたチャイム達)』の発売30周年記念盤である『NO DAMAGE:DELUXE EDITION』（ノー・ダメージ デラックスエディション、2013年12月25日発売も本項で記す。

## No Damage (14のありふれたチャイム達)

### 概要
佐野元春にとって初となるベスト・アルバムである。
A面をBoy's Life Side、B面をGirl's Life Side、佐野自身の選曲で収録されており、これまでに発売されたシングル曲を始め、全14曲が収録されている。
アルバムとしての統一感を出すため、一部楽曲には追加でレコーディングを行ったり、曲間を短くしてつなぎに手を加えるなどといったアレンジが実施されている。LP盤は見開きジャケット仕様であり、その中にはミニインタビューがはさみ込まれている。

### 記録
本作が佐野にとって初のオリコン1位獲得作品となり、4週連続で1位を獲得したが、発売当時の佐野はニューヨークに滞在しており、このことはレコード会社のスタッフから現地先で聞いたという。

### 収録曲
- 全作詞・作曲・編曲：佐野元春（特記以外）
- Boy's Life Side

1. スターダスト・キッズ[注 3] -Stardust Kids-[注 4]
5thシングル「ダウンタウン・ボーイ」のカップリングに収録されたオリジナルではなく、9thシングルのA面にもなった12弦ギター、サックスなどの楽器を追加したリミックス・ヴァージョンを収録。
2. ガラスのジェネレーション -Crystal Generation-
  - 編曲：佐野元春、伊藤銀次

2ndシングル及び2ndアルバム『Heart Beat』収録。
3. サムデイ -Someday-
4thシングル及び3rdアルバム『SOMEDAY』収録で、同アルバムのタイトルソングでもある。本作収録にあたって、イントロのストリート・ノイズがカット。
4. モリスンは朝、空港で -Morrison-
10thシングル「グッドバイからはじめよう」カップリング。エンディングのフェイドアウトが原曲と異なる。
5. イッツ・オーライト -It's Alright-
  - 編曲：伊藤銀次

2ndアルバム『Heart Beat』収録。
6. ハッピーマン -Happy Man-
8thシングル及び3rdアルバム『SOMEDAY』収録。
7. グッドバイからはじめよう -The Biginning Of The End-
10thシングル。

- Girl's Life Side

1. アンジェリーナ -Angelina-
  - 編曲：大村雅朗
2. ソー・ヤング -So Young-
9thシングル「スターダスト・キッズ」のカップリング。一部追加レコーディング、リミックスが施されている。
3. シュガータイム -Sugartime-
シングル・ヴァージョン。
4. 彼女はデリケート -She's So Delicate-
6thシングル。シングル・ヴァージョンにオープニングを追加している。
5. こんな素敵な日には -On The Special Day-
6thシングルのカップリング。
6. 情けない週末 -Rainy Day Weekend-
  - 編曲：大村雅朗

1stアルバム『BACK TO THE STREET』収録。
7. バイバイ・ハンディ・ラブ -Bye Bye Handy Love-
4thシングル「SOMEDAY」のカップリング。曲の中間部を原曲から編集している。

## No Damage II (GREATEST HITS 84-92)

### 概要
『No Damage』の続編として発売された本作は、1984年発売のアルバム『VISITORS』から1992年に放映されたフジテレビ系ドラマ『二十歳の約束』の主題歌となった「約束の橋」までの作品から16曲を収録。「NEW AGE」と「新しい航海」は本作の為に再レコーディングされ、「陽気にいこうぜ」は中間部を短く編集して収録された。

### 収録曲
- 全作詞・作曲・編曲：佐野元春

1. NEW AGE (The Heartland Version)
新録音
2. スゥイート16
3. 約束の橋
アルバム『ナポレオンフィッシュと泳ぐ日』収録曲だが、ヴォーカルを新録した1992年再リリース・リミックス・ヴァージョンで収録。
4. ジャスミンガール
5. Young Bloods
シングル・ヴァージョン。
6. レインボー・イン・マイ・ソウル
7. 99 BLUES (Unplugged Version)
1991年4月1日に日本衛星放送（現：WOWOW）開局記念として放送されたスタジオ・ライブ『Goodbye Cruel World』からの収録音源[2]。
8. ジュジュ
9. WILD HEARTS
シングル・ヴァージョン
10. Shame -君を汚したのは誰
11. ぼくは大人になった
12. ナポレオンフィッシュと泳ぐ日
13. インディビジュアリスト
8秒間の導入部分がカットされている。
14. Christmas Time in Blue -聖なる夜に口笛ふいて
オリジナル・ヴァージョンのイントロに鐘の音が追加されている。
15. 新しい航海 (90's Version)
6thアルバム『ナポレオンフィッシュと泳ぐ日』収録。THE HEARTLANDとの新録音。
16. 陽気にいこうぜ (Short Edited Version)
6thアルバム『ナポレオンフィッシュと泳ぐ日』収録。

## NO DAMAGE:DELUXE EDITION

### 概要
『No Damage (14のありふれたチャイム達)』の発売から30周年を記念して発売された本作は、CD2枚・DVD1枚の合計3枚組で完全生産限定盤として発売された。
Disc 1は『No Damage (14のありふれたチャイム達)』、Disc 2は1983年3月18日に中野サンプラザで行われたライヴツアー『ROCK & ROLL NIGHT LIVE AT THE SUNPLAZA 1983』の音源を収録し、Disc 3は1983年に全国公開されたドキュメンタリー映画『Film No Damage』を収録している。

### Disc 1『No Damage (14のありふれたチャイム達)』
全作詞・作曲・編曲：佐野元春（編曲特記以外）
1. スターダスト・キッズ
2. ガラスのジェネレーション
  - 編曲：佐野元春、伊藤銀次
3. サムデイ
4. モリスンは朝、空港で
5. イッツ・オーライト
  - 編曲：伊藤銀次
6. ハッピーマン
7. グッドバイからはじめよう
8. アンジェリーナ
  - 編曲：大村雅朗
9. ソー・ヤング
10. シュガータイム
11. 彼女はデリケート
12. こんな素敵な日には
13. 情けない週末
  - 編曲：大村雅朗
14. バイバイ・ハンディ・ラブ

### Disc 2『ROCK & ROLL NIGHT LIVE AT THE SUNPLAZA 1983』
全作詞・作曲：佐野元春
1. 彼女はデリケート
2. バック・トゥ・ザ・ストリート
3. イッツ・オーライト
4. スターダスト・キッズ
5. サムデイ
6. ドゥ・ホワット・ユー・ライク
7. ガラスのジェネレーション
8. ソー・ヤング
9. ハートビート
10. ロックンロール・ナイト
11. 悲しきレイディオ
12. アンジェリーナ
13. ナイトライフ
14. グッドバイからはじめよう

### Disc 3(DVD)『Film No Damage』
収録曲
全作詞・作曲：佐野元春
悲しきレイディオ
ガラスのジェネレーション
グッドバイからはじめよう
ハートビート
スターダスト・キッズ/ソー・ヤング/君をさがしている(朝が来るまで)/彼女はデリケート
ハッピーマン・メドレー
ロックンロール・ナイト
キャスト
- 出演：佐野元春
- 撮影監督：井出情児